# قره‌تپه (شهرستان آق‌سی)
قره‌تپه (به لاتین: Kara-Döbö) یک منطقهٔ مسکونی در قرقیزستان است که در شهرستان آق‌سی واقع شده‌است. قره‌تپه ۴۶۴ نفر جمعیت دارد.